# Чекалоко (Терни)
Чекалоко је насеље у Италији у округу Терни, региону Умбрија.
Према процени из 2011. у насељу је живело 36 становника. Насеље се налази на надморској висини од 602 м.